# Jean-Laurent de Durfort-Civrac
Pour les articles homonymes, voir Durfort et Civrac.
Jean-Laurent, comte de Durfort-Civrac, duc de Lorges (Lamothe-Montravel, 7 juillet 1746 – Rambouillet, 4 octobre 1826), est un militaire et homme politique français des XVIIIe et XIXe siècles.

## Biographie
Jean-Laurent de Durfort-Civrac, fils de Jacques Aimeric Joseph, marquis de Durfort-Civrac (ambassadeur près « LL. MM. II. et RR. » à Vienne, chevalier d'honneur de madame Victoire, titré duc de Civrac par brevet du 1er décembre 1774, et nommé, le 2 février 1776, chevalier de l'ordre du Saint-Esprit), et d'Anne-Marie de La Faurie de Monbadon, dame d'atours de Mesdames de France, fut du nombre des jeunes seigneurs que Louis XV admit dans l'intimité de ses petits-enfants (notamment le futur Louis XVI),.
Il entra ensuite au « service militaire », et fut nommé colonel en second du régiment de Languedoc-infanterie, puis, en 1770, l'un des menins du Dauphin (depuis Louis XVI). Le 25 mars 1773, il obtint l'érection de la terre de Lorges en titre de duché héréditaire.
Passé par la maison militaire du roi, son souverain le nomma successivement mestre-de-camp commandant du régiment Royal-Piémont-cavalerie, le 26 février 1777, lieutenant-général en Franche-Comté le 14 mai 1778, brigadier d'infanterie le 5 décembre 1786 et maréchal-de-camp le 9 mars 1788.
Louis XVI, « qui honorait le duc de Lorges d'une confiance particulière, et qui savait combien était dévoué à sa personne auguste le régiment Royal-Piémont que ce seigneur avait commandé », lui ordonna, dans la nuit du 5 au 6 octobre 1789, d'aller se mettre à la tête de ce corps et de le joindre partout où il se trouverait. Mais « cet infortuné monarque » qui devait se retirer à Metz, cédant aux sollicitations qui l'entraînèrent à Paris, contremanda cet ordre, et le duc de Lorges, après avoir séjourné quelque temps dans l'une de ses terres en Gascogne, émigra avec ses deux fils, en 1791.

### Guerres révolutionnaires
Il rassembla à Limbourg un corps composé en grande partie d'officiers de cavalerie et de gentilshommes, et les princes réunirent à ce corps les officiers du régiment Colonel-Général cavalerie, dont le lieutenant-colonel avait sauvé la cornette blanche de la couronne. Après la campagne de 1792, les princes confièrent au duc de Lorges ce premier étendard de la cavalerie, et lui permirent, au cas où il pourrait pénétrer en France, de l'arborer dans toutes les circonstances où ce général le jugerait nécessaire à l'intérêt du trône, s'en remettant à sa prudence et à son courage.
Le duc de Lorges passa en Angleterre, en 1794, sur la promesse que George III « lui avait fait faire par l'organe » du duc de Portland, de lui donner le commandement d'un corps de cavalerie. Son attente fut vaine.
Plus tard, suivi de ses deux fils, il accompagna S. A. R. Monsieur, comte d'Artois (depuis Charles X de France) à l'île D'Yeu.
À son retour en Angleterre, le duc de Lorges fut demandé par les royalistes du Poitou, qui prièrent le roi de leur accorder pour chef « un sujet que sa valeur et son zèle infatigable rendaient si digne de la confiance du prince et de celle de ses défenseurs » ; mais les événements ne permirent pas de donner suite à cette démarche, non plus qu'à l'intention où était le roi d'investir le duc de Lorges du gouvernement de la Gascogne, « où sa famille jouissait d'une influence et d'une considération qui n'eussent pas été inutiles à la cause royale ».

### Restauration
Ce titre fut purement nominal, puisque M. de Lorges ne rentra en France, avec le roi, qu'en 1814. Alors, le duc de Lorges remit entre les mains de S. M. Louis XVIII la cornette blanche dont il avait la garde depuis 1791, et fut créé lieutenant-général des armées et pair de France le 4 juin 1814.
Au 20 mars 1815, après le départ de Louis XVIII, le duc de Lorges se rendit à Bordeaux, auprès de Marie-Thérèse de France, duchesse d'Angoulême, qui l'envoya en Angleterre, chargé d'une mission auprès du prince régent : lui solliciter des secours. Le duc est rentré en France avec le roi.
Membre du grand conseil d'administration de l'Hôtel des Invalides le 10 janvier 1816, porté dans le tableau des pensions inscrites au Trésor public, à la date du 1er septembre 1817, pour la retraite du grade de lieutenant-général, après 54 ans de service, il fut nommé, le 5 novembre 1822, gouverneur du château royal de Rambouillet, à la place du duc de Sérent, décédé. Il mourut dans cette charge quelques années plus tard.
Il avait été fait chevalier des ordres du Roi le 30 mai 1825. 

### États de service
- 1762 : 
  - mousquetaire gris[7] ;
  - colonel en second du régiment de Languedoc -infanterie[3] ;
- 1770 : colonel au régiment des Grenadiers de France[7] ;
- 26 février 1777 : mestre-de-camp commandant du régiment Royal-Piémont-cavalerie ;
- 14 mai 1778 : lieutenant-général en Franche-Comté ;
- 5 décembre 1786 : brigadier des armées du Roi (infanterie) ;
- 9 mars 1788 : maréchal de camp ;
- 1791 : émigre ;
- 1794 : commandant de la compagnie de Guyenne et de l'armement de Liège ;
- 1795 : participe à l'expédition de Quiberon et de l'Île d'Yeu  ;
- 4 juin 1814 : lieutenant-général des armées du Roi.

### Postérité
- Le duc de Lorges a épousé, le 22 mai 1762[5] au château de Fontpertuis (Lailly-en-Val[1], Orléanais), Adélaïde-Philippine de Durfort (16 septembre 1744 - château de Fontpertuis (Lailly-en-Val, Loiret), 13 décembre 1819), comtesse de Lorges[n 2], dame pour accompagner la Dauphine (1762), puis dame d'honneur (1774-1789) de la comtesse d’Artois (Marie-Thérèse de Savoie), fille de Louis de Durfort (1714-1775), dernier duc de Lorges de la branche aînée, lieutenant-général des armées du roi, et de Marie-Marguerite Butault de Marsan. De ce mariage sont issus[8] :
  - Un fils (Paris, 18 octobre 1765 - Paris, 16 août 1767) ;
  - Guy Émeric Anne (1767-1837), duc de Civrac (1815-1867), 2e duc de Lorges (1826-1867), membre de la Chambre des pairs, marié avec Anne de Jaucourt (1775-1853), dont :
    - Postérité ;

  - Alexandre-Émeric (ou Alexandre-Emmanuel) (1770-1835), marquis de Civrac, député de Maine-et-Loire puis membre de la Chambre des pairs, marié, le 20 septembre 1802 à Beaupréau[7], avec Françoise Honorine de La Tour d'Auvergne (1776-1851), dont :
    - Postérité ;

  - Émeric (23 août 1771 - 5 juillet 1798), comte de Lorges.

## Distinctions

### Titres
- Il prend le titre de « duc de Quintin[1] » après son mariage avec l'héritière de la branche Quintin-Lorges[7] ;
- 1er duc de Lorges (nouvelle création, 1773) :
  - Par lettres patentes du 25 mars 1773, Adélaïde Philippine de Durfort de Lorges, en qualité d'héritière de sa branche, eut la permission de transmettre le duché de Lorges à son mari[1].
- Pair de France (Chambre des pairs)[9] :
  - 4 juin 1814 - mars 1815, août 1815 - 4 octobre 1826,
  - Duc et pair héréditaire (31 août 1817).

### Décorations
| Chevalier du Saint-Esprit | Chevalier de Saint-Louis |

- Chevalier du Saint-Esprit (30 mai 1825 à Reims, à l'occasion du sacre de Charles X) ;
- Chevalier de Saint-Louis (1781[7]).

## Armoiries
| Image | Blasonnement |
| ----- | --- |
|       | Armes de cette branche Écartelé, aux 1 et 4 d'argent, à la bande d'azur ; aux 2 et 3 de gueules, au lion d'argent ; au lambel de gueules brochant sur les deux premiers cantons,. - Supports : deux anges. |
|       | Cette branche ne porte le lambel que depuis 1775, époque à laquelle elle est devenue seconde branche de Lorges. Avant cette époque, elle portait, comme la branche de Duras, sans brisure.                 |